# Paralamyctes neverneverensis
Paralamyctes neverneverensis är en mångfotingart som beskrevs av Edgecombe 200. Paralamyctes neverneverensis ingår i släktet Paralamyctes och familjen fåögonkrypare. Inga underarter finns listade i Catalogue of Life.